# Ana Ribeiro
Ana María del Carmen Ribeiro Gutiérrez (sinh ngày 22 tháng 10 năm 1955), được biết đến với tên Ana Ribeiro, là một nhà sử học, nhà văn, và nữ giáo sư người Uruguay. Các tác phẩm của Ribeiro dựa trên các bài tiểu luận và tiểu thuyết liên quan đến các sự kiện lịch sử của đất nước.

## Tiểu sử
Ana Ribeiro được sinh ra ở Montevideo, Uruguay vào ngày 22 tháng 10 năm 1955. Năm 1981, cô đạt được danh hiệu tốt nghiệp ngành khoa học lịch sử, với chuyên ngành lịch sử phổ quát, từ School of Humanities and Sciences (University of the Republic)  của Đại học Cộng hòa. Năm 2008, Ribeiro đã nhận được bằng tốt nghiệp nghiên cứu nâng cao (DEA) trong tiến sĩ "Cơ sở nghiên cứu lịch sử" tại Đại học Salamanca. Luận án của cô, về cuộc kháng chiến của hoàng gia trên trục Asunción -Montevideo trong các cuộc chiến tranh giành độc lập, xuất bản lần đầu năm 2013 với tựa đề Los Muy Fiele. Leales a la corona en el proceso revolucionario rioplatense. Montevideo-Asunción 1810 Từ1820, đã giành giải Premio Extraordinario từ Đại học Salamanca cho luận án tốt nhất của năm.
Ribeiro đã giảng dạy từ năm 1988, chủ yếu tại Đại học Công giáo Uruguay. Tại trường đó, cô đã giảng dạy các khóa học "Dòng lịch sử", "Hội thảo lịch sử quốc gia" (trong đó cô cũng là giám đốc), "Lịch sử thế kỷ 20", "Dòng tiền chính của tư tưởng ở phương Tây", "Lý thuyết truyền thông IV", và "Lý thuyết xã hội III", mà cô đã phụ trách từ năm 2007 
Ribeiro cũng từng làm việc tại Instituto de Profesores Artigas  từ 1992 đến 2004, giảng dạy "Lịch sử Lịch sử" và "Lý thuyết và Phương pháp luận Lịch sử". Trong năm 1999 và 2000, cô đã dạy khóa học "Lịch sử quốc gia", một phần của chương trình sau đại học về nghiên cứu lịch sử tại CLAEH.
Năm 1999, Ribeiro tham gia với tư cách là bồi thẩm cho loạt phim truyền hình Teledoce Martini y Antel preguntan. Từ năm 2000 đến 2001, cô đã làm điều tương tự trên tạp chí Caleidoscopio của Kênh 10, cho phân khúc dành riêng cho lịch sử. Năm 2004, cô là thành viên tham gia hội thảo về chương trình nghị sự của Teledoce, được tổ chức bởi Néber Araújo.
Ngoài ra, từ năm 1979 đến 2008, Ribeiro làm giáo viên tại một số trung tâm giáo dục trung học và tại Universidad del Trabajo del Uruguay  (UTU).